# Dent du Lan
La dent du Lan, anciennement dent du Vélan en Suisse, ou dent du Velan en France, est un sommet des Alpes culminant à 2 087 mètres d'altitude. La frontière entre la France et la Suisse passe à son sommet.

## Géographie
Ce sommet est situé dans le Chablais, à quelques kilomètres au sud du Léman et à environ un kilomètre au nord des Cornettes de Bise. Son aspect monolithique dominant des pentes herbeuses sur une crête rappelle celui de la Pierra Menta dans le massif du Beaufortain, en France. Avec 2 087 mètres d'altitude, c'est le sommet suisse dépassant les 2 000 mètres d'altitude le plus occidental du pays — le Jura suisse culminant à 1 679 mètres d'altitude au mont Tendre.

## Frontière
De par le traité de Turin en 1860, la Savoie est intégrée à la France et la dent du Vélan marque la frontière entre la France et la Suisse. Celle-ci forme une ligne brisée jalonnée de bornes frontière quand elle ne s'appuie pas sur des éléments géographiques (ligne de crête, cours d'eau). Venant du sud-est et traversant le marais d'Ugeon en ligne droite juste sous le col d'Ugeon, la frontière arrive au pied du sommet à la borne no 89 sur l'adret, suit la ligne de crête en passant au sommet de la montagne puis débouche sur l'ubac à la borne no 90 et se dirige vers le nord pour rejoindre la Morge qui délimite la frontière jusqu'au Léman,.

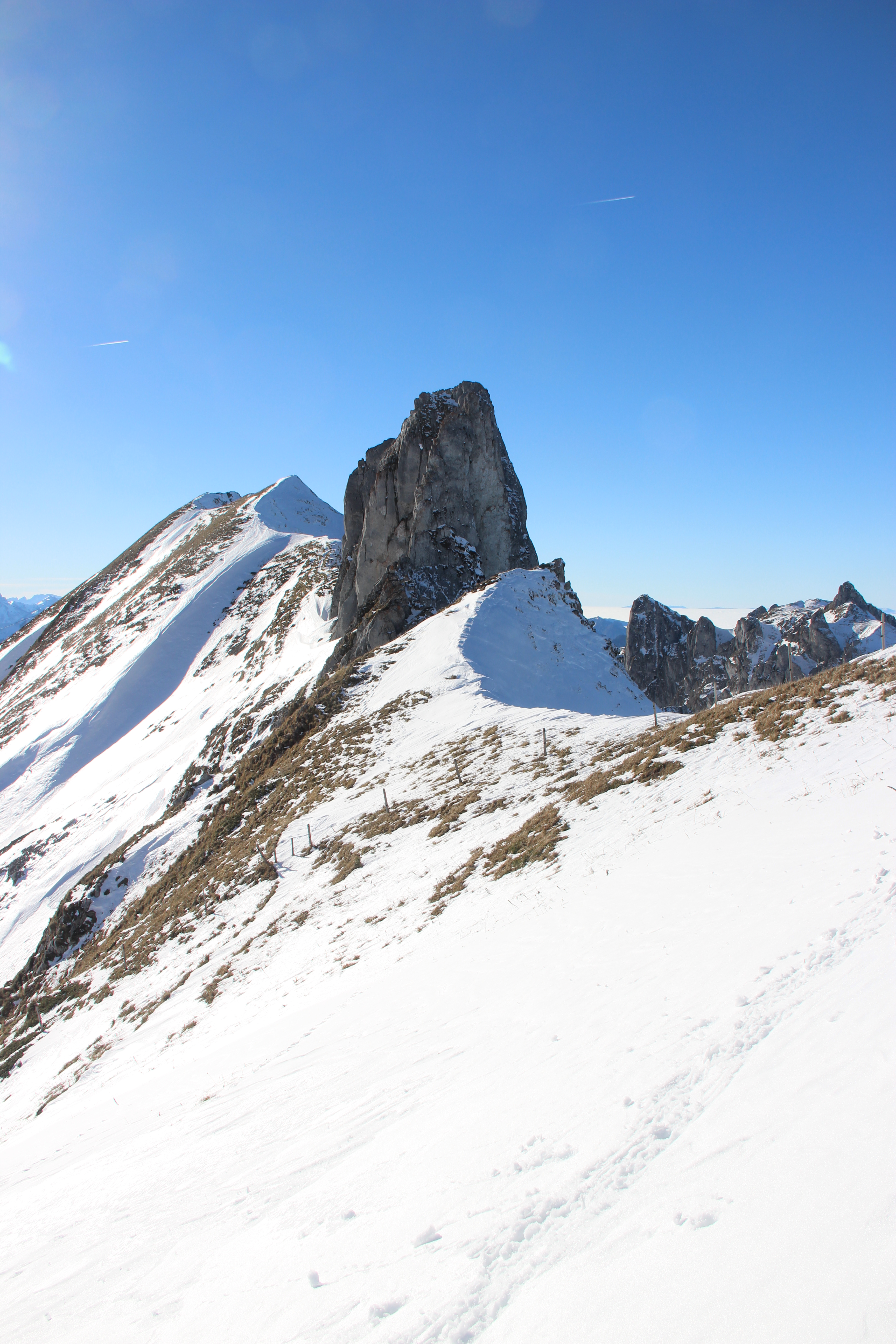
Vue de la dent du Lan depuis l'est.